# وحید نعمتی
وحید نعمتی (زادهٔ ۱۴ بهمن ۱۳۶۸ در قزوین) بازیکن فوتبال اهل ایران است که در پست هافبک بازی می‌کند.
Vahid Nemati

## افتخارات
وی سابقه قهرمانی با تیم فوتبال شمس آذر قزوین در مسابقات لیگ آزادگان فصل ۱۴۰۱-۰۲ را دارد.

## دوران باشگاهی
وحید نعمتی سابقه بازی در تیم های کاسپین قزوین ، استقلال جنوب تهران ،نود ارومیه ، ماشین‌سازی تبریز  ، شمس آذر قزوین و آریو اسلامشهر را دارد.